# Martin Herrmann (Schwimmer)
Martin Herrmann (* 20. März 1970 in Köln) ist ein deutscher Schwimmer und Olympiateilnehmer. Der 1,92 m große und 74 kg schwere Athlet startete für den SV Rhenania Köln.
Herrmann konnte sich mehrfach bei Deutschen Meisterschaften platzieren:
- 100 m Delphin: 1988 Platz 3, 1989 MEISTER, 1990 und 1991 Platz 3, 1992 MEISTER, 1993 und 1994 Platz 3
- 200 m Delphin: 1988 Vizemeister, 1989 MEISTER, 1990 und 1992 Platz 3, 1993 MEISTER, 1994 Vizemeister.

Bei den Olympischen Spielen 1988 in Seoul sowie 1992 in Barcelona ging er sowohl über 100 als auch über 200 m Delphin an den Start. 1988 schied er über beide Strecken bereits im Vorlauf aus; 1992 schaffte er jeweils den Einzug ins B-Finale.
Herrmanns Erfolgsjahr war das Jahr 1989, als er nicht nur zwei deutsche Meistertitel holte, sondern auch bei den Europameisterschaften in Bonn erfolgreich war und über 100 m Delphin in 54,54 s die Bronzemedaille hinter dem Polen Rafał Szukała (Gold in 54,47 s) sowie dem Franzosen Bruno Gutzeit (Silber in 54,50 s) gewann.
Zum Abschluss seiner sportlichen Karriere holte er sich bei den Europameisterschaften 1993 in Sheffield noch eine Bronzemedaille als Mitglied der 4-mal-100-Meter-Freistilstaffel.
Martin Herrmann studierte Betriebswirtschaft und arbeitete anschließend als Wirtschaftsprüfer.